# 有害玩具
有害玩具（ゆうがいがんぐ）とは、青少年保護育成条例によって、所持や使用に危険があるとして未成年への販売・未成年の所持が禁止されている玩具や道具全般のこと。地方自治体によって、青少年育成条例で所持・購入・譲渡も規制している対象・罰金は異なる。これらは殺傷能力があるが成人による購入・成人への譲渡自体は法的に規制されておらず、客観的に正当と認められる理由無く屋外で所持していると軽犯罪法で処罰される程度であるため、法的規制を求める声がある。

## 概要
有害玩具の多くは武具的性格を持つ。
エアソフトガンや特殊警棒、スタンガン、メリケンサックといった物の多くは、今日においては雑誌媒体に、広告として取り扱い業者が名を連ね、通信販売などで簡単に購入できてしまう状況が長く続いている。
エアガンなどには地方自治体が定める青少年保護育成条例によって購入できる年齢の下限を設けている地域が多く、反面上限は制限されないが、これらは業界自主基準による努力義務の範疇にあることも多く、安易な販売をしてしまう業者も少なくない。なお、都道府県などによって青少年保護育成条例の内容は異なるが、性具（大人のおもちゃ）を有害玩具の一例としている地域（神奈川県など）もある。
武具ではないが小型の半導体レーザー発振器を使ったレーザーポインターも有害玩具の範疇として扱われることがある。この装置は1990年代後半において玩具店やゲームセンターのプライズゲームの景品として盛んに販売されていたが、安全面での配慮に欠ける製品も多く、児童らがいたずらしていて視力障害を起こすなどなどの事件が多発した。今日では安全基準を満たしたクラス1レーザーポインターだけが玩具店店頭やプライズゲームの景品として販売されているが、光線を受ける側の体質的な問題によっては、同種低出力の製品であっても健康被害を受けるおそれがあるとして、有害玩具に指定し続けている地方自治体も多い。一時期そのような安全基準のない外国製品が玩具として輸入され社会問題化したことがある。
軽犯罪法では、「正当な理由がなくて刃物、鉄棒その他人の生命を害し、又は人の身体に重大な害を加えるのに使用されるような器具を隠して携帯していた者」について拘留・科料の刑を規定している。また、自治体の迷惑防止条例では「公共の場所又は公共の乗物において、正当な理由がないのに、刃物、鉄棒、木刀その他人の身体に危害を加えるのに使用されるような物を、公衆に対し不安を覚えさせるような方法で携帯」した場合について刑事罰が規定されている。一部の有害玩具は、このような規定に抵触する可能性がある。
また、動物虐待事件においても、これらの玩具が用いられることが多い。

## 主な分類と各問題点
エアソフトガン（遊戯銃）
硬質のプラスチック球を難燃性ガスまたは圧搾空気の噴射力で打ち出すもので、法的に6 mm 弾の場合、3.5 J/cm2以上（0.989 J 相当）を超えていて、殺傷力のある準空気銃未満に威力を制限したものが市販されている。また威力に応じて「対象年齢」の下限を設け、メーカーでも自主規制団体を結成し、販売店側に不用意に強力な物を販売しないように呼び掛けている。他にも経済産業省では販売業者側に製造販売の慎重な対応と消費者の教育を求めるなどの呼び掛けを行っている。しかし不当な販売や違法な改造は後を絶たず、悪質な違法改造業者がたびたび逮捕されるなどしており、また未改造の物でも、対象年齢18歳以上のものは威力が0.4 J 未満、競技用は0.8 J 未満とはいえ至近距離から素肌に弾があたった場合に痣が残ることもあり、顔に当たった場合はより重篤な負傷をするおそれがあることからシューティングマッチやサバイバルゲームなど本来の遊び方でも目や顔を防護するゴーグルやマスクの着用が勧められており、公式のゲームフィールドによっては、着用が義務付けられている場所もある。また、特に不当に改造された物は人間や動物を最悪の場合死に至らしめることもある。対象年齢10歳以上のモデルに対する威力制限の0.135J未満は条例によるもので、18歳以上のそれは業界団体の自主規制団体によるものであるが、自主規制団体に属していないメーカーでもエアソフトガンの販売が可能である点が問題になっており、2005年9月頃より乱射事件の相次ぎ社会問題として扱われ、2006年には銃刀法により、威力が基準値以上となる改造エアソフトガンを準空気銃と位置付け、威力規制された。また、18歳以上対象に指定された機種はマニア向けという性質から比較的「リアルに」作ってある高級モデルが主流となっている。ただし2000年代後半より対象年齢が低く威力も限定的な廉価版モデルでも、企業間の競争が激化する中で各企業が生き残りをかけて細部の丁寧な仕上げでリアルさを求めた製品を登場させてきている。今日、エアガンと呼ばれて玩具店などで販売されている物は、基本的にこのエアソフトガンである。規制の動向に関してはエアソフトガンの項を参照。
レーザーポインター
レーザーポインターはレーザー光線を出すといった性質から平成13年に消費生活用製品安全法の規制対象となり、販売される商品の出力は1 mW未満とする安全基準が設けられた。その安全基準に適合しているレーザーポインターにはPSCマークがある。基準内でも目にレーザーを当てることは危険な行為である。PSCマークが無いレーザーポインターを販売・製造することは禁止されており、違反した場合は罰則がある。基準を超えるレーザーが出力されるレーザーポインターの販売者や普天間飛行場上空の米軍ヘリにレーザーポインターを当てた米軍ヘリ照射事件で逮捕されている。これをきっかけに航空法が改正され、規制対象空域でレーザー照射を行った者には50万円以下の罰金が課せられる。2018年には米軍横田基地周辺で訓練飛行中の米軍機にレーザー光を照射する妨害行為が相次いだ事件で、安全規制を超える高出力のレーザーポインターを販売していた男が逮捕された。他にも他者に向けた場合は威力業務妨害罪や傷害罪に処される。しかし、使用や所持自体は現在も規制されておらず、日本では中国製造で欧米で所持や使用も禁止されている強いレーザーポインターが流通している。
ナイフその他の刃物
ポケットナイフは欧米では古くより日常的な道具として用いられ、日本でも江戸時代から刀子と呼ばれる日用品としての小刀があり、肥後守という伝統工芸品的な物がある。これらの刃物は人類が進化してきた上で、火の使用と同程度の意味がある以上、普段からよく使う道具として考えることができる。フォールディングナイフやキャンプ用のシースナイフならまだしも、ダガーや銃剣、ファイティングナイフが販売されており、一部の店では飛び出しナイフなど、携帯はおろか所持するだけでも法的に問題視されるものも販売されている。この問題では、白兵戦に使用することを主目的に製造されたナイフを販売していた者達が銃刀法違反などで有罪に処された例がある。
特にバタフライナイフは該当項目にも記載される通り社会問題にまで発展した経緯があり、ナイフ全般の購入に際しては18歳以上であることの身分証明が一般的に求められている。
特殊警棒
強化プラスチックや金属製の伸縮式スチールパイプ棍棒で、合法的な防犯グッズのひとつとされているが、無闇に乱用すれば怪我させる上、扱いようによって相手を殺害出来る武器になる。各国の警察組織が採用しているものを輸入して販売する業者もあるが、中には粗雑で安価なコピー商品も売られており、簡単に壊れるものもある。重量はその製品にもより異なるが、三段伸縮式のものではおおむね300グラムから400グラム程度と武術用の木刀よりも軽量とはいえ、それでも人を打ち据えれば骨折させることもある。護身用に持ち歩く者もいるが、たとえ護身用であれ、屋外で携帯するのは軽犯罪法に抵触する。最近の主流はアルミ合金製で、重さは旧来のスチール製の半分で女性でも振り回せるモノである。ただ、長さは伸ばした状態でもたったの65 cm 前後で接近戦が求められ、男女ともに技術の習得も必要で護身用には向いていない。
スタンガン、催涙スプレー相手の行動の自由を奪う、これらによる暴行事件や強盗事件、恐喝事件が発生している。なお正当防衛以外でスタンガンや催涙スプレーの使用することは刑法上では屋内で所持する限りは問題ないが、屋外で携帯した場合、正当な理由がなければ軽犯罪法の凶器携帯罪に問われ、使用すれば傷害として扱われる。これらを用いて暴行、強盗、恐喝を行った場合は肉体的な損傷の有無に関わらず強盗傷害事件や暴行傷害事件、または恐喝傷害事件として扱われ、恐喝や強盗単体よりも重い刑事罰と民事上の制裁（噴射された施設側や被害者による損害賠償や治療費の請求など）が処される。護身具として催涙スプレーの所持は、犯罪被害から逃れるために有効であるとする最高裁の判例があり、実際に難を逃れた事例も少なくないため、スタンガンに対して、催涙スプレーは護身道具として人気があり、所持自体への規制を求める声は少ない。
モデルガン
銃器の外観やメカニズムを再現した模型の一種であり、エアガンと異なり弾丸を発射機能がないものを指す。弾丸の発射機能は無く、銃の構造を詳しく知りたい欲求に応えたり、火薬を用いて擬似的な発砲音や動作を楽しむものである。金属製モデルガンが主流だった頃には、威嚇目的で悪用されたり、弾丸が発射できるように改造されたものが出回ったため、拳銃型のものの表面を白色または黄色（金色）に限定し、改造されやすいものの販売を禁止する法規制が行われた。金属製モデルガンの規制が強化された後はプラスチック製のものが主流になったが、1980年代中頃から台頭してきたエアソフトガンにシェアを奪われ、遊戯銃全体に占めるモデルガンの割合は僅かになっている。1971年（昭和46年）に金属製モデルガン券銃タイプの外観を規制され、1977年（昭和52年）に金属製モデルガンの構造等を規制された。現在、発射機能もないモデルガンを有害玩具に指定して、未成年者に販売規制している自治体は京都府など一部に限られる。
ダーツ
日本、アメリカでは法律の規制外だが、ヨーロッパの一部の国では針の部分を使用して人を傷つける危険性があるため、有害玩具に指定されている。日本でも条例では規制しているところもある。兵庫県ではダーツと共に吹き矢、玩具銃などが18歳未満への貸与や販売の禁止される有害玩具指定されていて、違反した場合は30万円以下の罰金などが科せられている。